# دراسة حالة
دراسة الحالة (Case study) هي الإطار الذي ينظم فيه الأخصائي الإكلينيكي كل المعلومات والنتائج التي يحصل عليها من الفرد، وذلك عن طريق: الملاحظة والمقابلة، والتاريخ الاجتماعي، والخبرة الشخصية، والاختبارات السيكولوجية، والفحوص الطبية.
ولقد أخذ علم النفس الإكلينيكي الطب النفسي والعقلي وعمم استخدام هذا المصطلح على الرغم من اعتراض البعض على استخدام كلمة «الحالة» في الإشارة إلى كائن إنساني يعاني من اضطراب بدني أو انفعالي.
ودراسة الحالة وسيلة هامة لجمع وتلخيص أكبر عدد ممكن من المعلومات عن الحالة موضوع الدراسة والحالة قد تكون فردا أو أسرة أو جماعة. يدرس فيها الباحث الحالات بهدف علاجها مستخدما في ذلك مجموعة من الأجهزة والآلات الخاصة للكشف على تلك الحالات التي تواجهه، بالإضافة إلى مايستخدمه من طرق خاصة كتطبيق بعض الأسئلة أو إجراء الاستفتاءات من أجل جمع المعلومات اللازمة لمساعدة هؤلاء الأفراد على التخلص من المشاكل النفسية التي يعانون منها
وفي هذه الطريقة يتم فهم شامل لتاريخ حالة الفرد أي تحديد التطور الذي مر به الفرد في محيطه الثقافي مع توضيح جميع المؤثرات التي أثرت في تكوين اتجاهاته وفلسفته والخبرات التي اكتسبها والأزمات والمشاكل الثي أثرت في تكوين شخصيته واتجاهاته وفلسفته
ويحصل الباحث على المعلومات من الفرد ذاته أو من محيطه

## الطرائق البحثية المختلفة لدراسة الحالة
في بحوث مجال الأعمال، تُميّز أربعة مقاربات شائعة لدراسة الحالة. أولًا، هناك نمط لتصميم دراسة الحالة يدعى «عدم وجود نظرية في البداية» والذي يرتبط بأعمال كاثلين م. إيسنهاردت المنهجية. النمط الثاني من التصميم البحثي يدور حول «الفجوات والثقوب» والذي يتبع إرشادات روبرت ك. ين ويضع افتراضات واقعية. يتعامل التصميم الثالث مع «التركيب الاجتماعي للواقع» ويتمثّل بأعمال روبرت إي. ستيك. أخيرًا، قد يكون السبب الكامن وراء أبحاث دراسة الحالة هو تحديد «الشذوذات» ويمثّل هذه المقاربة الباحث مايكل بوراوي. لكل من هذه المقاربات الأربعة تطبيقاته الخاصة، لكن من المهم فهم افتراضاتها الوجودية والمعرفية الفريدة. هناك فروقات منهجية مهمة بين هذه المقاربات.

## اختيار الحالة وبنيتها
لا تكون الحالة النموذجية أو المتوسطة غالبًا غنية بالمعلومات. عند توضيح سطور التاريخ والسببية، من المفيد اختيار مواضيع تؤمن مجموعة من الظروف المثيرة للاهتمام أو غير العادية أو الكاشفة بصورة نوعية. نادرًا ما يكون اختيار الحالة القائم على التمثيلة قادرًا على إعطاء هذه الأنواع من البصيرة. عند اختيار حالة من أجل دراسة الحالة، سيلجأ الباحثون إلى طريقة أخذ العينات الموجَّه بالمعلومات المعاكسة لطريقة أخذ العينات بصورة عشوائية. تكشف الحالات الناشزة إحصائيًا (أي التي تكون متطرفة أو منحرفة أو غير نموجية) قدرًا أكبر من المعلومات بالمقارنة مع الحالة التمثيلية المحتملة، كما يُلاحظ في الحالات المُختارة من أجل التحليلات العلمية الأكثر نوعية حول السلامة من الحوادث. قد يجري اختيار الحالة بسبب الاهتمام المتأصّل بالحالة أو الظروف المحيطة بها. عوضًا عن ذلك، قد يجرى اختيارها بسبب معرفة الباحثين الموضعية العميقة بها، إذ يكون الباحثون الذين يملكون المعرفة الموضعية في وضع «نقع وبحث» كما وصفه ريتشارد فينو، وبالتالي توفير تفسير منطقي مبني على هذه المعرفة الغنية بمحيط هذه الحالة وظروفها.
وبالتالي يمكن تمييز ثلاثة أنواع من الاختيار:
1. الحالات الأساسية
2. الحالات الناشزة إحصائيًا
3. حالات المعرفة الموضعية

مهما كان معيار اختيار موضوع دراسة الحالة (أساسية، ناشزة إحصائيًا، معرفة موضعية)، يجب التمييز بين موضوع دراسة الحالة وإطارها النظري. الموضوع هو الوحدة العملية التاريخية التي يُرى من خلالها التركيز النظري على الدراسة. أما الإطار النظري فهو التركيز النظري -الإطار التحليلي. وبالتالي فعلى سبيل المثال، إذا كان الباحث مهتمًا بمقاومة الولايات المتحدة لتمدد الشيوعية كتركيز نظري، عندها قد تؤخذ الحرب الكورية على أنها الموضوع أي العدسات التي ترى وتوضح من خلالها دراسة الحالة التركيز النظري أو الإطار النظري.
بعيدًا عن قرارات اختيار الحالة وموضوعها وإطارها النظري، يجب أن تُتخَذ قرارات حول الغاية والمقاربة والعملية في دراسة الحالة. يقترح غاري توماس تنميطًا لدراسة الحالة عن طريق الغاية التي تُحدَّد في البداية (تقييمية أو استكشافية)، ثم المقاربات التي تُحدَّد (اختبار نظرية أو بناء نظرية أو توضيحية)، ثم العمليات التي يجري اختيارها، مع وجود خيار جوهري حول ما إذا كانت الدراسة مفردة أو متعددة، وخيارات حول ما إذا الدراسة رجعية أو على لقطات أو مرتبطة بالزمن، وفيما إذا كانت متداخلة أو متوازية أو متسلسلة.

## تحليل التسويق
تدرس بعض الحالات تحليل التسويق لضمان حصولها على فهم كامل لتأثيراته على مؤسسة ما. في حال كان تسويق أي مؤسسة معرضًا للخطر، ستبحث الوكالة عن أجوبة وحلول. لتلبية هذه الحاجة، يجب أن تجمع معلومات ذات صلة بالموضوع. قد تستخدم دراسات الحالة لتأسيس مكان نشوء المشكلة من خلال استخدام طرائق بحثية متعددة. يجب أن يجرى اختيار الطرائق البحثية بصورة مناسبة لإجراء تحقيق شامل. تتضمن الطرائق الأولية المستخدمة: المقابلات والاستبيانات والمجموعات البؤرية والمراقبات وفي بعض الحالات التجارب الميدانية. تعتمد الطرائق المختارة بشكل كبير على كمية رأس المال التي تكون المؤسسة قادرة على إنفاقه ونوع البيانات المطلوبة من قبل المجموعة.